# Алпурай
Алпурай (англ. Alpurai) — город в Пакистане, столица округа Шангла.

## История
В 2007 году в городе были бои между правительственными войсками и бойцами движения Талибан.
В 2009 году в городе произошёл теракт, пострадали десятки человек. Целью атаки были военнослужащие Пакистана, бомба сдетонировала когда с ней поравнялась военная автоколонна.